# دومينيك زاباتا
دومينيك زاباتا (بالإنجليزية: Dominic Zapata)‏ هو مخرج أمريكي، ولد في 14 فبراير 1971 في الفلبين.

## وصلات خارجية
- دومينيك زاباتا على موقع IMDb (الإنجليزية)
- دومينيك زاباتا على موقع قاعدة بيانات الفيلم (الإنجليزية)